# 안지 (조선)
안지(安止, 1384년 ~ 1464년 8월 4일)는 조선의 문신이다. 자는 자행(子行), 호는 고은(皐隱), 본관은 탐진(耽津)이다.

## 생애
1414년(태종 14) 문과에 급제하여 성균관 박사가 되었다. 세종 때 수찬·예문관 제학 등을 지냈으며 정인지와 함께 《용비어천가》를 지었다. 1446년 호조참판으로 정조사가 되어 명에 다녀왔다.
1447년(세종 30) 공조판서(工曹判書), 이듬해 예문관대제학(藝文館大提學), 1455년(단종 3) 지중추원사(知中樞院事), 1461년(세조 7) 판중추원사(判中樞院事)를 거쳐 1463년(세조 9) 검교영중추원사(檢校領中樞院事)에 이르렀다.
시에 능했으며 해서를 잘 써 세종의 명으로 태종을 위해 《금자 법화경》을 썼다.

## 가족 관계
- 아버지 : 안사종(安士宗)
  - 부인 : 송충손(宋忠孫)의 딸
    - 딸 : 황맹수(黃孟粹) 우주황씨